# Bamban
Bamban est une ville de 3e classe située dans la province de Tarlac aux Philippines. Selon le recensement de 2007 elle est peuplée de 61 644 habitants. Les premiers habitants de cette municipalité furent les Kapampangan et les Aeta.

## Barangays
Capas est divisée en 15 barangays.
- Anupul
- Banaba
- Bangcu
- Culubasa
- Dela Cruz
- La Paz
- Lourdes
- Malonzo
- San Nicolas
- San Pedro
- San Rafael
- San Roque
- San Vicente
- Santo Niño
- Virgen de los Remedios

## Démographie
| Année | Habitants |
| ----- | --------- |
| 1995  | 37 115    |
| 2000  | 46 360    |
| 2007  | 61 644    |

## Histoire

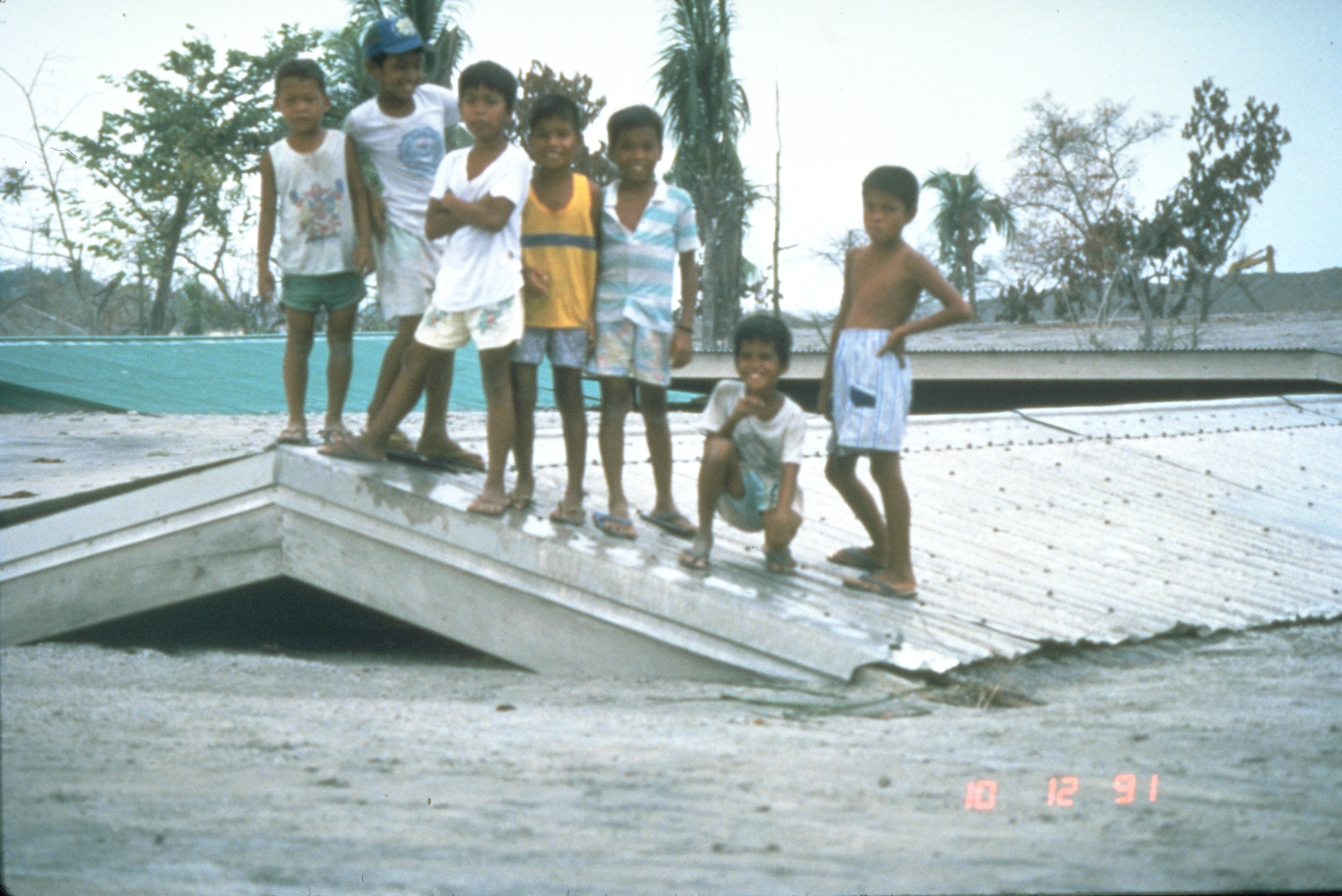
Des enfants sur le toit de leur école immergé sous la boue à la suite de l'éruption du Pinatubo, le 12 octobre 1991.

L'éruption du Pinatubo en 1991 et ses coulées de lave et de boue conséquentes ont forcé les habitants proches du volcans, comme ceux habitant les petits villages de Tarukan ou de Maruglu, à fuir vers le nord de Bamban. Seuls quelques Aeta ont continué leur vie sur place.